# Karpinskiy (Mondkrater)
Karpinskiy ist ein Einschlagkrater auf der Mondrückseite.

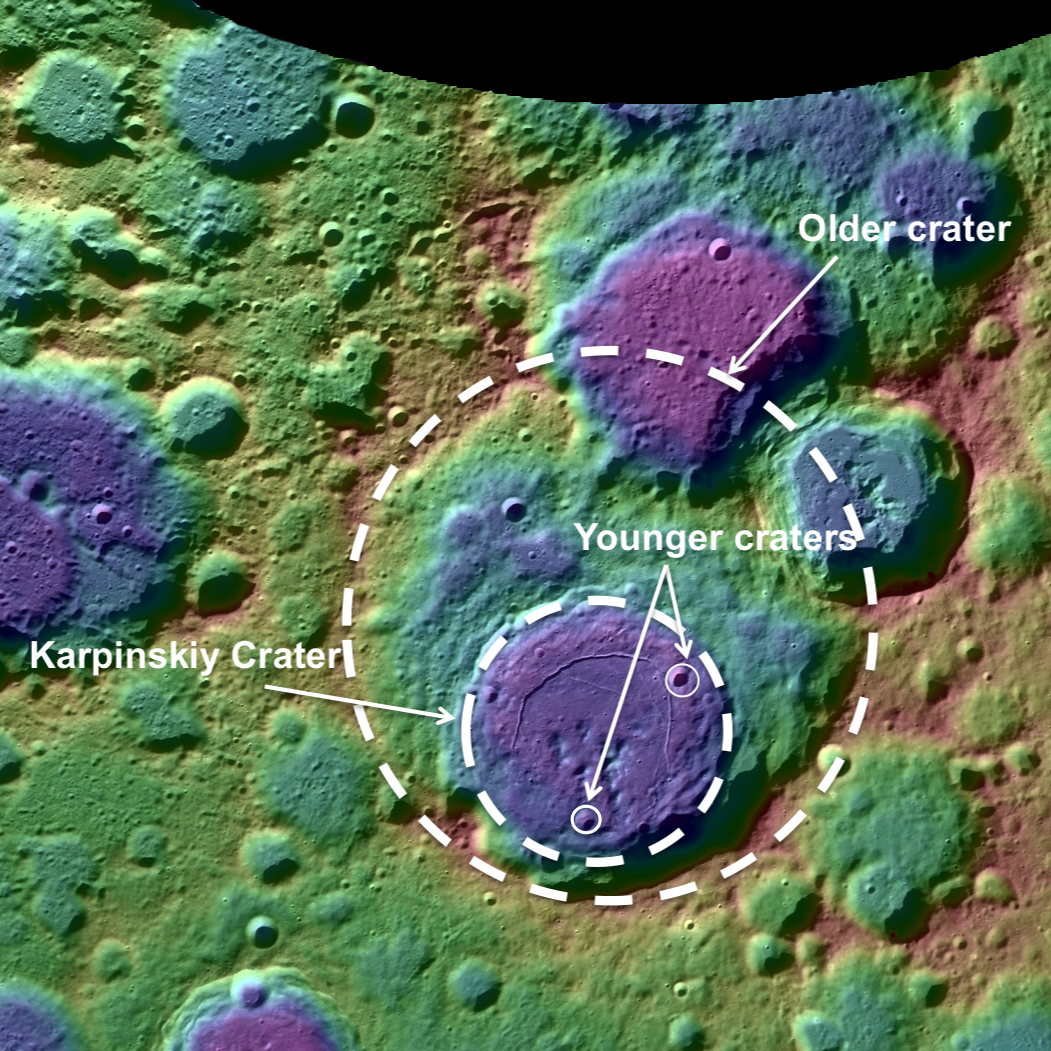
Der große Kreis markiert den älteren Krater.

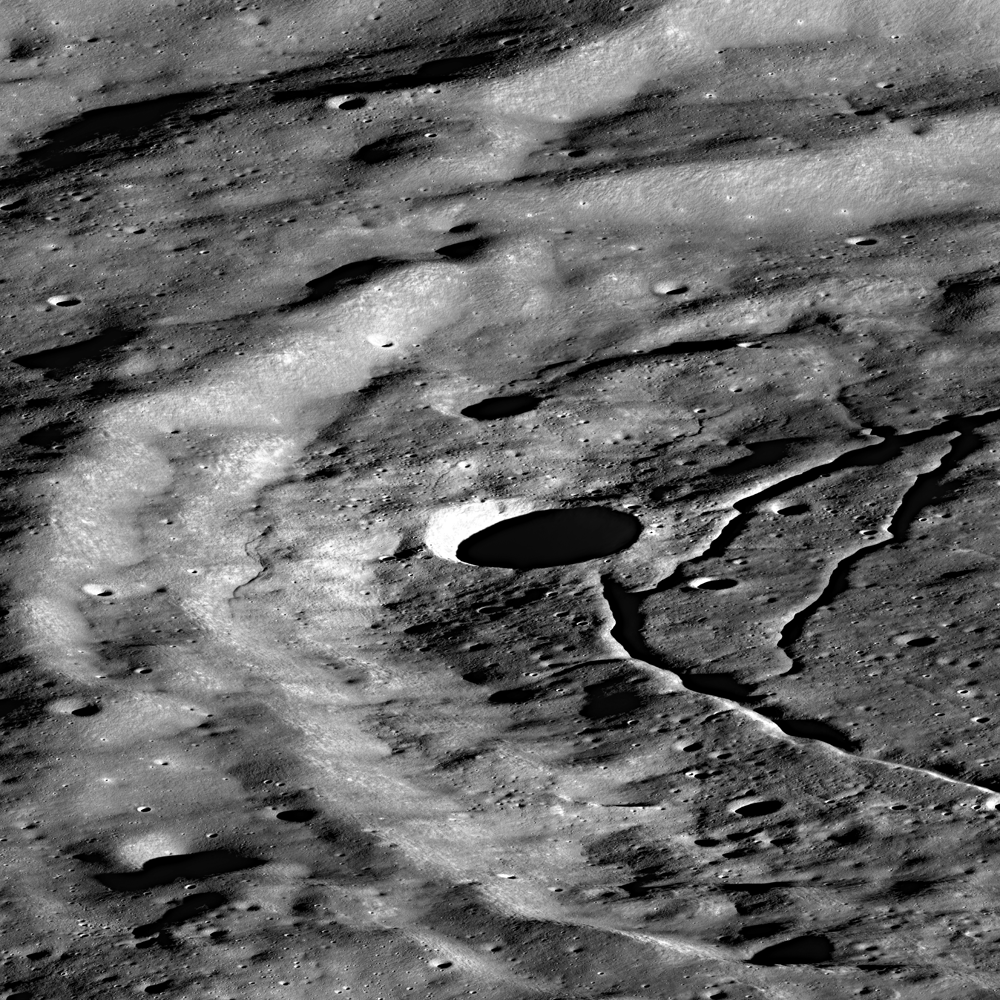
Detailansicht der nördlichen Mondrillen (LRO)

Karpinskiy liegt im Norden der Mondrückseite, südlich von Milanković, zwischen Seares in westnordwestlicher Richtung und Roberts in ostsüdöstlicher Richtung. Im Südwesten liegt der kleinere Schjellerup.
Karpinsky liegt im Gebiet eines größeren und älteren Kraters, wie die Kreislinien in nebenstehender topografischer Karte zeigen. Dieser ältere Krater ist unbenannt (Stand 2024) und im Norden und Nordosten von den Kratern Milanković und Ricco überlagert.
Der Höhenunterschied zwischen Kraterwall und Kraterboden liegt bei zirka 4,07 km. Die Entstehungszeit des Kraters fällt in die früh-imbrische Periode.
Das Kraterinnere von Karpinskiy ist reich an Strukturen. Es gibt viele Erhebungen in der Südhälfte, die nördliche Hälfte ist im Wesentlichen eben mit einem deutlichen Einschlag im Nordosten und einem auffälligen System von Mondrillen, die parallel zum Kraterrand ausgerichtet sind. Als mögliche Ursachen dieser Rillenstrukturen werden magmatischer Druck aus dem Mondinneren oder Relaxationsprozesse der Oberfläche diskutiert.

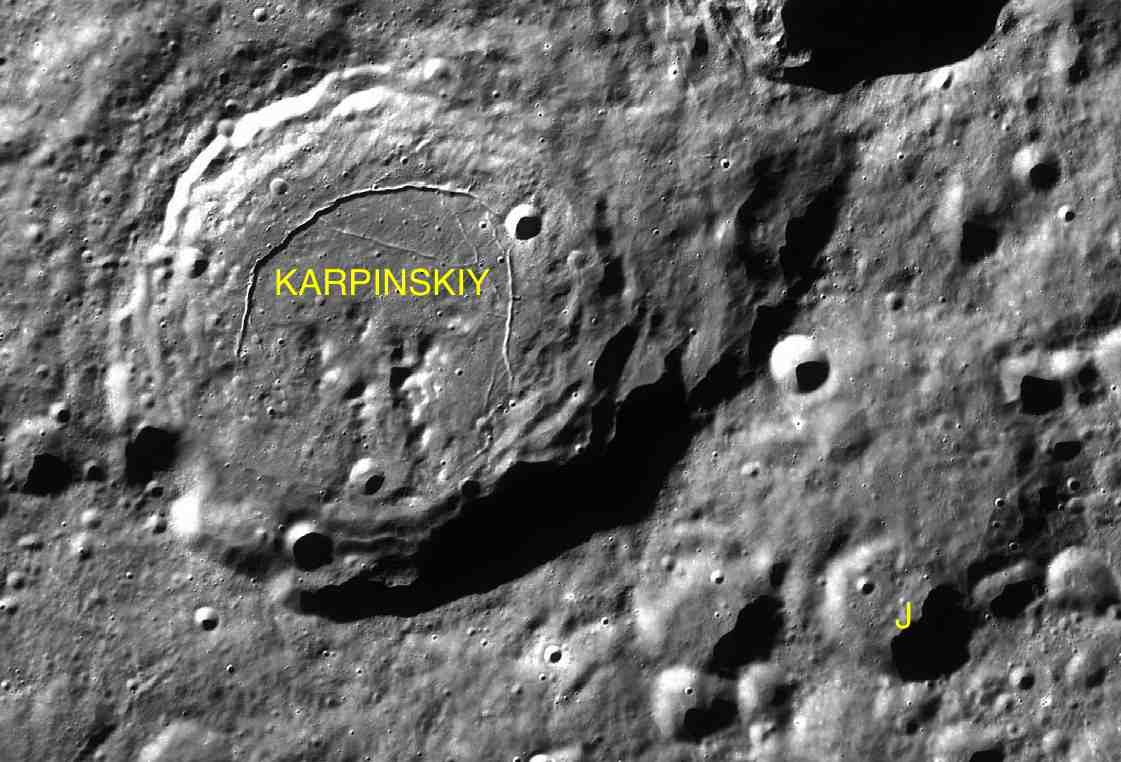
Karpinskiy mit seinem Nebenkrater

Karpinskiy hat einen in ostsüdöstlicher Richtung gelegenen Nebenkrater:
| Buchstabe | Position            | Durchmesser | Link |
| --------- | ------------------- | ----------- | ---- |
| J         | 71,01° N, 175,77° O | 23 km       |      |

Der Krater wurde 1970 von der IAU offiziell nach dem russischen Geologen Alexander Petrowitsch Karpinski benannt.